# Ablautus trifarius
Ablautus trifarius là một loài ruồi trong họ Asilidae. Ablautus trifarius được Loew miêu tả năm 1866. Loài này phân bố ở vùng Tân Bắc giới.